# Giulio Aristide Sartorio
Giulio Aristide Sartorio (Roma, 11 febbraio 1860 – Roma, 3 ottobre 1932) è stato un pittore, scultore, scrittore e regista cinematografico italiano.

## Biografia
Allievo del padre Raffaele e del nonno Girolamo, entrambi scultori e pittori di origine novarese, ha dal nonno le prime lezioni di disegno dal vero e dal padre quelle sulla prospettiva. Studia da autodidatta, esegue copie di affreschi, mosaici, quadri e statue delle basiliche e dei musei romani e all'inizio dipinge per artisti italiani e stranieri che firmano i suoi quadri con il loro nome. In questa attività (abbastanza fortunata, visto che a 19 anni ha già uno studio a via Borgognona) si rifà a una pittura commerciale, di genere o di ambiente settecentesco e nello stile di Mariano Fortuny.
Per sé, invece, lavora dal vero nella campagna romana, ed espone nel 1882 all'Esposizione di Roma il dipinto Dum Romae consulitur morbus imperat (Malaria), ora nel Museo argentino di Buenos Aires, nello stile verista, adottato dal Michetti e dal Palizzi.

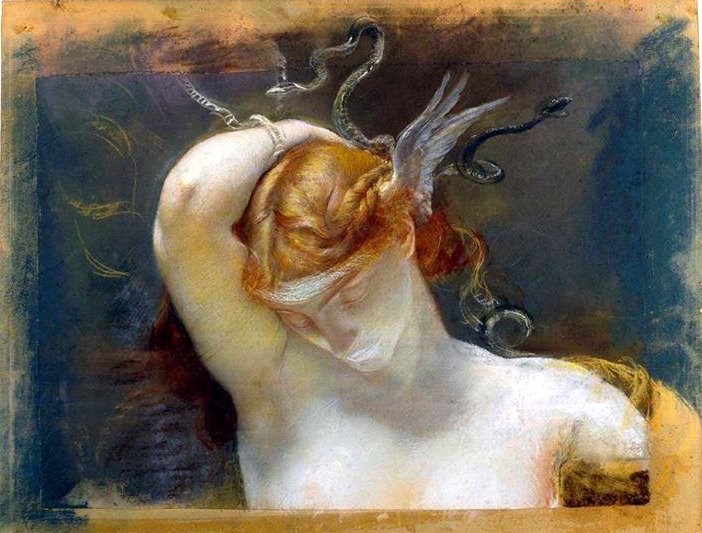
Giulio Aristide Sartorio, Studio per La Gorgone e gli Eroi, 1890-1899, Galleria nazionale d'arte moderna e contemporanea, Roma

Coltiva anche relazioni nel giro artistico-mondano di Roma: collaborando con la rivista Cronaca bizantina, stringe amicizia con D'Annunzio, conosce Carducci e Edoardo Scarfoglio. Nel 1886 illustra il romanzo dannunziano Isotta Guttadauro, dove appare la sua adesione alla poetica preraffaellita di William Holman Hunt, John Everett Millais e Ford Madox Brown. Nel 1889 si reca a Parigi col Michetti, esponendo con successo I figli di Caino, premiato con medaglia d'oro. Ospite del Michetti a Francavilla al Mare, si applica al paesaggio, interpretato secondo un gusto decorativo, e approfondisce la tecnica litografica e fotografica. Nel 1893 aderisce al gruppo di Nino Costa In arte libertas.
Ma i suoi gusti vanno alla pittura di carattere liberty e di derivazione letteraria, come appare tanto nelle illustrazioni de Il Convito di Bosis quanto nel trittico Le vergini savie e le vergini stolte nel Museo di Roma. 

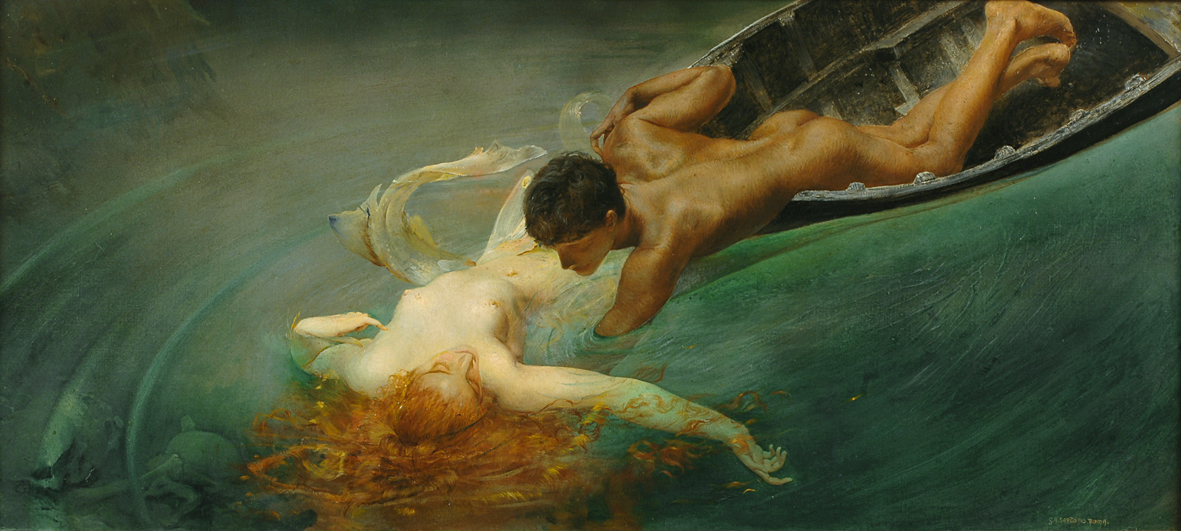
Giulio Aristide Sartorio, Sirena o Abisso verde, 1893, Galleria civica d'arte moderna e contemporanea, Torino

Dopo un viaggio in Inghilterra, per conoscere direttamente il preraffaellismo, dal 1895 al 1899 è in Germania, professore nell'Accademia di Weimar, dove conosce Nietzsche e i simbolisti tedeschi e produce Diana di Efeso e gli schiavi e La Gorgone e gli eroi, nella Galleria Nazionale d’Arte Moderna di Roma, Sera di primavera e le due versioni di La Sirena o Abisso verde, conservate nella Galleria d'arte moderna Ricci Oddi di Piacenza e nella Galleria civica d'arte moderna e contemporanea di Torino, così commentate da Pirandello: "...dall'alto del quadro una breve barca si piega a seguir l'onda; sulla barca, proteso e supino, un adolescente cinge con un braccio l'emersa incantatrice. In quest'onda è tagliato con sommo ardire tutto il quadro. E vi par di sognare, guardandolo".

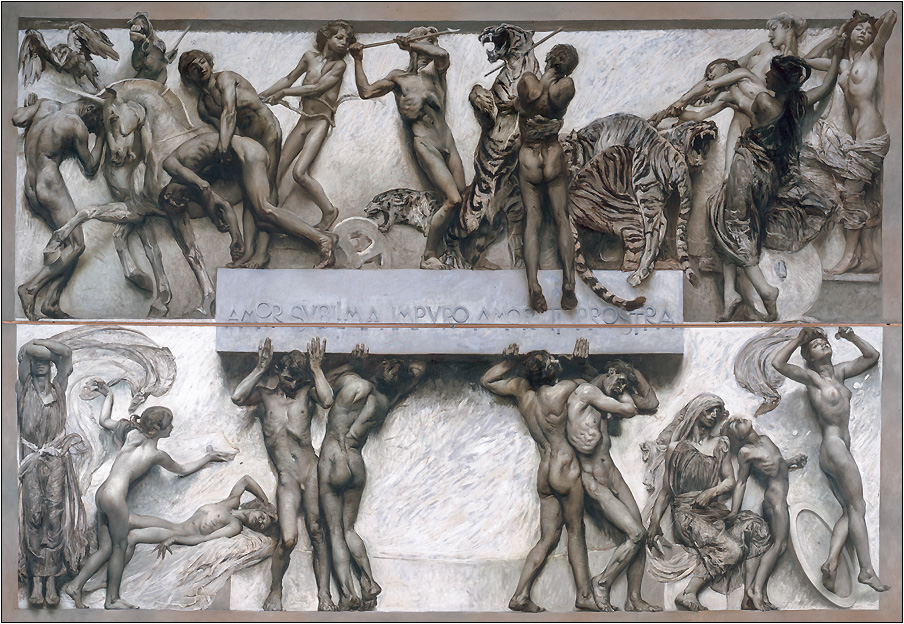
Giulio Aristide Sartorio, Amor sublima, impuro Amor ti prostra, 1906-1907, Ca’ Pesaro, Galleria Internazionale d’Arte Moderna, Venezia

Per il Salone centrale dell'Esposizione internazionale di Venezia del 1907 realizzò un grande ciclo decorativo per illustrare, sulla base della mitologia, il «poema della vita umana», Si tratta di quattordici scene, dipinte su 240 mq in soli nove mesi, prive di elementi architettonici e caratterizzate da figure monocrome in movimento. La complessa iconografia realizzata dall'artista si articola nelle quattro scene principali – La Luce, Le Tenebre, L’Amore, La Morte – intramezzate da dieci pannelli verticali, delineando una visione intensamente drammatica dell’esistenza. Tra i due estremi si situano le allegorie delle Tenebre e la divergenza tra le figure di Eros e Himeros, il buono e il cattivo amore. 
Le opere rimasero in situ anche per l'edizione successiva (1909).

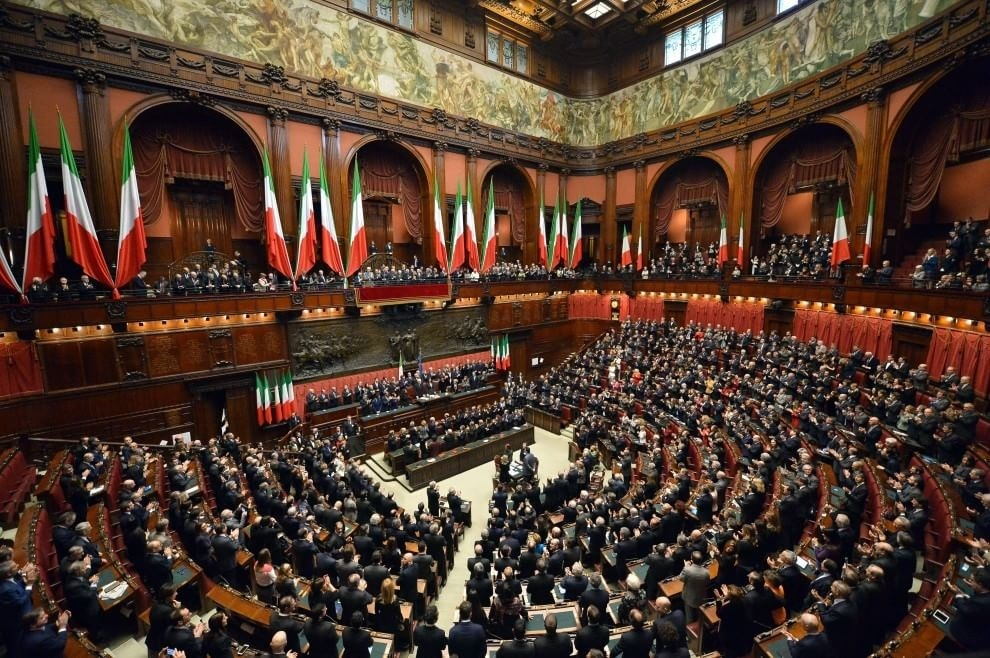
Fregio della Camera dei deputati, 1912, Palazzo Montecitorio, Roma

Oltre ai fregi allegorici a chiaroscuro per le Biennali veneziane, dipinse decorazioni di gusto simbolista per l'Esposizione di Milano e il fregio allegorico per la Nuova Aula della Camera dei deputati, in Palazzo Montecitorio, dal 1908 al 1912. Tale fregio continuo è composto da 50 tele, disposte nella parte superiore dell'aula, contenenti circa duecentosessanta figure, realizzate con la tecnica dell'encausto. Tale tecnica permetteva una maggiore rapidità nell'esecuzione e una maggiore resistenza agli agenti atmosferici rispetto al più tradizionale affresco. La composizione del fregio, che fu concepita dal Sartorio in rapporto all'architettura, rappresenta «la visione epica della storia d'Italia, il contenuto lirico della sua civiltà secolare, la Giovane Italia serena sulla quadriga trionfale, allo spettacolo denso della sua storia», secondo la definizione fornita dall'artista stesso in un articolo su La Tribuna (Il fregio della nuova aula in Parlamento, 22 settembre 1913).
In Italia fa parte del Gruppo dei Venticinque, paesaggisti della Campagna romana, esponendo nel 1914 a Venezia ottanta tempere.

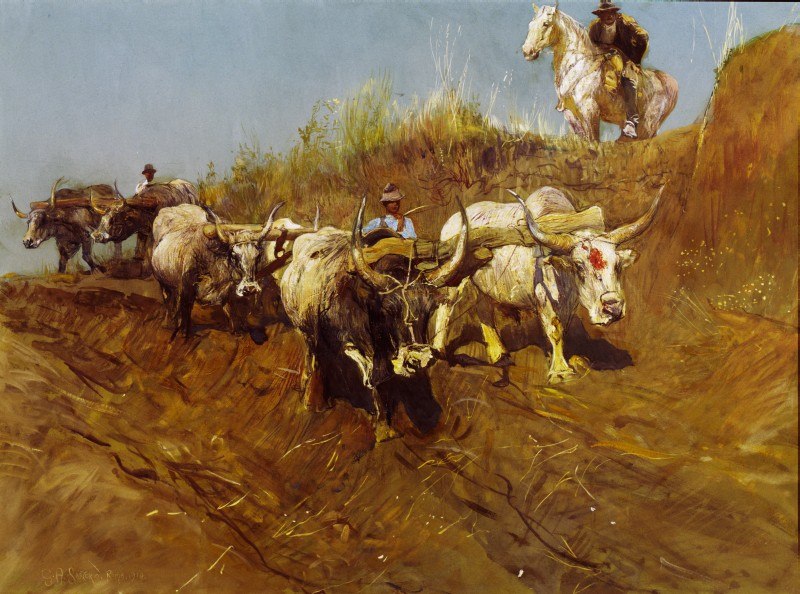
L'aratura di novembre o Buoi all'aratro (Vedute della campagna romana), 1914 (Fondazione Cariplo)

Nominato insegnante dell'Accademia di Belle Arti di Roma, nel 1915 parte volontario nella prima guerra mondiale, dove viene ferito e fatto prigioniero. Trascorre due inverni nel campo di concentramento di Mauthausen ed è poi liberato grazie all'intervento di papa Benedetto XV, quindi torna al fronte come disegnatore e pittore: di questo periodo sono le illustrazioni di ventisette episodi bellici, ora nella Galleria d’arte moderna di Milano, di un realismo fotografico.

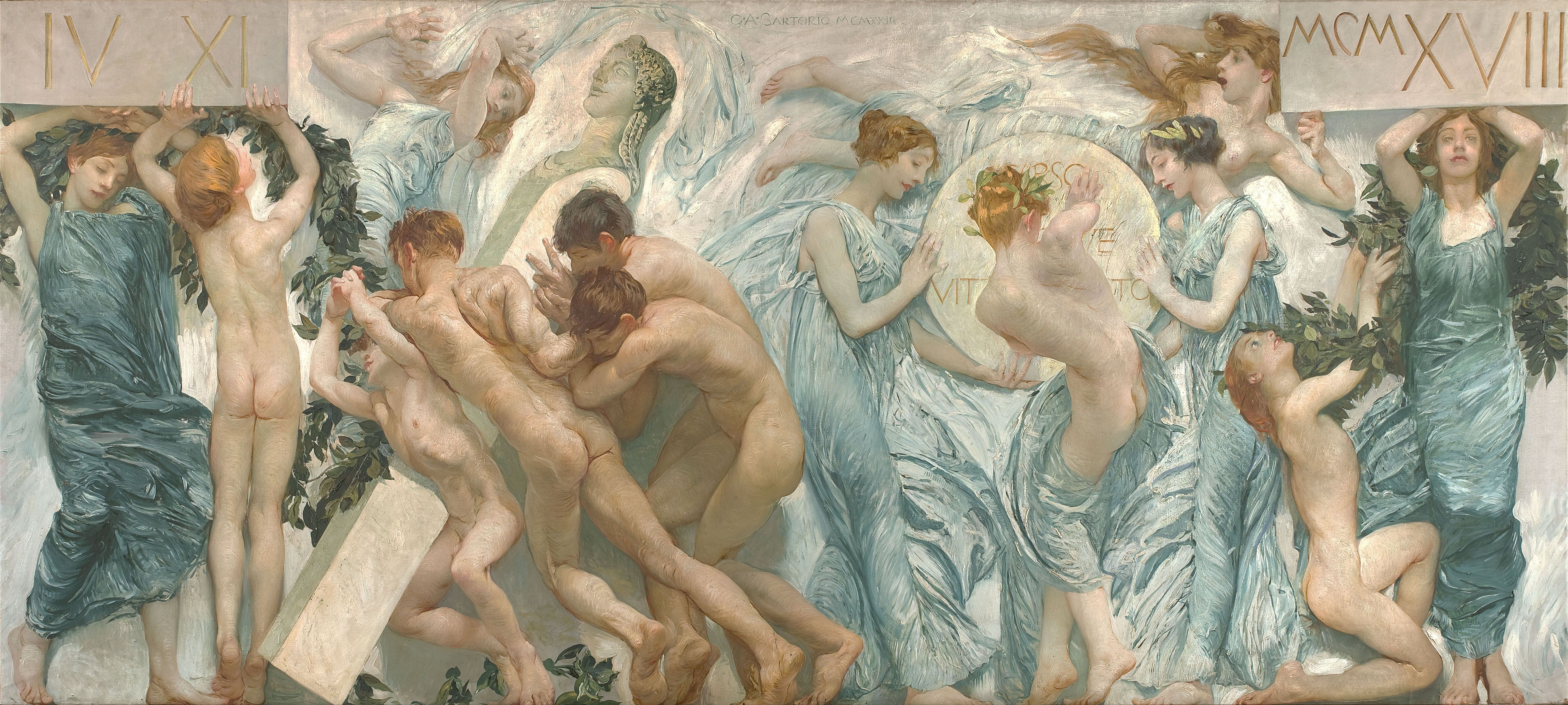
Esempio dello stile liberty di Giulio Aristide Sartorio

Sartorio è ormai un artista ufficiale. Negli anni venti viaggia in Egitto, Siria e Palestina, in Sud America accompagnando una propria mostra itinerante, in Giappone e nel Mediterraneo. Nel 1925 sottoscrive il "Manifesto degli intellettuali del Fascismo", e nel 1929 è nominato accademico d'Italia. Nel 1930 gli viene affidata la decorazione del duomo di Messina, di cui completa i bozzetti, ma non il mosaico e partecipa per l'ultima volta alla Biennale Internazionale di Venezia. Giulio Aristide Sartorio muore il 3 ottobre 1932 a Roma.

## La produzione letteraria
Sartorio, artista profondamente nutrito di letteratura, ha lasciato anche saggi critici: l'esplorazione dei preraffaelliti a Londra gli detta saggi su Turner, Constable, Dante Gabriele Rossetti; nel 1910 pubblica il catalogo dell'Accademia di San Luca.

- Romae Carrus Navalis, favola (1905)
- Tre Novelle a Perdita, (1917)
- Flores et Humus, conversazioni d'arte (1922)[5]
- Sibilla, poema drammatico in quattro atti, (1922). Stampato in 1.333 esemplari con un ricco corredo di illustrazioni originali in armonico rapporto con la scrittura, come un moderno manoscritto miniato.[6]
- La favola di Sansonetto e Santapupa, in La Rassegna nazionale (1926-1928)

## I film
Come D'Annunzio, Sartorio si appassionò al cinema, arte nascente nella quale vide la possibilità di una nuova espressione del "meraviglioso". Così tra il 1918 e il 1923 realizzò o partecipò in vario modo ad alcuni film:
- Il mistero di Galatea (1918), prodotto da lui e girato in parte ad Anticoli Corrado e in parte nel parco degli Horti Galateae, la bella villa tra via di Porta Latina e via di Porta san Sebastiano dove abitò da dopo la guerra e interpretato dalla sua seconda moglie, l'attrice spagnola Marga Sevilla; egli stesso vi recitò una piccola parte.
- San Giorgio (1921), da lui scritto e diretto, girato a Terracina;
- Il sacco di Roma (1923), diretto con Enrico Guazzoni.

## Dipinti
Di seguito è riportato un elenco parziale dei dipinti di Giulio Aristide Sartorio.

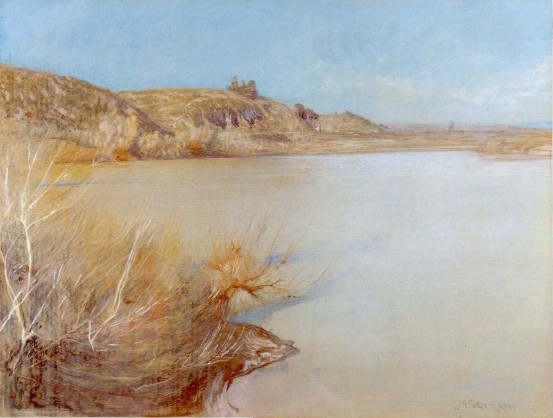
Il Tevere nei pressi di Dragoncello

- Dum Romae consulitur morbus imperat (Malaria) (1883), olio su tela, Museo Nazionale delle Belle Arti (Argentina);
- Amazzone al circo (1884 ca.). Acquerello su carta, Collezione privata
- Le Vergini Sagge e le Vergini Stolte (1890-1891), Galleria Comunale d'Arte Moderna, Roma;
- Abisso verde (1895), olio su tela, Galleria d'arte moderna Ricci Oddi, Piacenza;
- La Gorgone e gli eroi e Diana di Efeso e gli schiavi (dittico) (1893-98), Galleria nazionale d'arte moderna e contemporanea, Roma;
- Il poema della vita umana (1907), fregio decorativo, Fondazione Musei Civici di Venezia;
- Veduta del Monte Circeo (1909), Roma, Accademia Nazionale di San Luca, olio su tela;
- Pesca del tonno in Sardegna (1910 ca), Piacenza, Pinacoteca Ricci Oddi;
- Autoritratto (1915 ca), Firenze, Uffizi;
- Il Tevere nei pressi di Dragoncello, pastello su carta
- Esplosione di una mina (1918), Fondazione Il Vittoriale degli Italiani, Roma;
- Trasporto funebre sull'Adamello (1918), The Mitchell Wolfson Jr private collection, Genova-Miami, in comodato presso Wolfsoniana-Fondazione regionale per la cultura e lo spettacolo, Genova;
- Mattinata sul mare (1927), olio su tela, Collezione privata;
- Il Precursore (1927-1928), Città del Vaticano, Musei vaticani, Collezione d’Arte Moderna e Contemporanea;
- Costruttori di sabbia (1930), olio su tela.

## Mostre
- 1883 - Roma, Esposizione di Belle Arti.
- 1885 - Anversa, Esposizione Universale.
- 1889 - Parigi, Esposizione Universale.
- 1961 - Roma, Palazzo Braschi, Mostra di Sartorio nel centenario della nascita.
- 1971 - Milano, Studio del Beccaro, G. A. Sartorio.
- 1973 - Roma, Galleria dell'Emporio Floreale, G. A. Sartorio.
- 1974 - Milano, Galleria del Levante, G. A. Sartorio.
- 1974 - Roma, Galleria dell'Emporio Floreale, Un fregio di Sartorio.
- 1980 - Roma, Accademia di San Luca, G. A. Sartorio. (1860-1932).
- 1983 - Velletri, G. A. Sartorio. Immagini della Pianura Pontina.
- 1988 - Latina, Palazzo della Cultura, G. A. Sartorio. Immagini dell'Agro Pontino.
- 1989 - Roma, Palazzo Montecitorio, G. A. Sartorio. Figura e Decorazione.
- 1992 - Latina, Pittori della Campagna Romana.
- 1995 - Roma, G. A. Sartorio. Fra Simbolismo e Liberty.
- 1999 - Roma, Galleria Campo dei Fiori, G. A. Sartorio. Nuovi Contributi.
- 2000 - Velletri, I pittori della Malaria.
- 2000 - Roma, Istituto Italo-Latino Americano, Sartorio 1924. Crociera della Regia Nave "Italia" nell'America Latina.
- 2002 - Roma, Palazzo Montecitorio, Giulio Aristide Sartorio. Impressioni di guerra (1917-18).
- 2005 - Roma, Accademia di San Luca, I XXV della Campagna Romana.
- 2005 - Orvieto, Giulio Aristide Sartorio. Il Realismo Plastico tra Sentimento ed Intelletto.
- 2006 - Roma, Chiostro del Bramante, Giulio Aristide Sartorio (1860-1932).
- 2007 - Roma, Il Fregio di Giulio Aristide Sartorio (presente nel Palazzo Montecitorio), Giulio Aristide Sartorio (1860-1932).

## Giulio Aristide Sartorio nei musei

### Emilia-Romagna
- Galleria d'arte moderna Ricci Oddi di Piacenza

### Lazio
- Galleria nazionale d'arte moderna e contemporanea di Roma
- Palazzo Braschi di Roma
- Musei Vaticani di Roma

### Lombardia
- Galleria d'arte moderna di Milano
- Galleria della fondazione Cariplo di Milano

### Piemonte
- GAM - Galleria Civica d'Arte Moderna e Contemporanea di Torino